# Alo Koll
Alo Koll (* 27. August 1910 in Aachen; † 10. Oktober 1984 ebenda) war ein deutscher Komponist, Orchesterleiter und Dozent. Seine ab 1953 geschaffenen, rhythmisch vielgestaltigen und melodisch anspruchsvollen Schlager fanden eine große Resonanz bei der Bevölkerung der DDR.

## Leben
Alo Koll hat an der Universität Köln Philologie studiert, bevor er sich ganz der Musik zuwandte. Er studierte am Leipziger Konservatorium bei Robert Teichmüller, Hermann Grabner und Max Hochkofler und war im Orchester von Gerd Natschinski als Akkordeonist tätig. Anschließend betätigte er sich als Arrangeur und Pianist.
1953 bildete er ein Tanzorchester und wurde damit zu Studioproduktionen für Funk und Platte sowie ungezählten Gastspielen verpflichtet. Er machte Karriere sowohl als Kapellmeister und auch als Komponist. Viele der von ihm eingespielten Titel entwickelten sich zu Plattenerfolgen; gelegentlich unternahm er Ausflüge in den Jazz, etwa 1957 mit der Einspielung von Günter Hörigs Stück Moderne Harlekinade (mit dem Trompeter Hans-Günther Werner als Solisten). In enger Zusammenarbeit mit dem textenden Interpreten Lutz Jahoda entstanden eine Reihe sehr beliebter Songs.

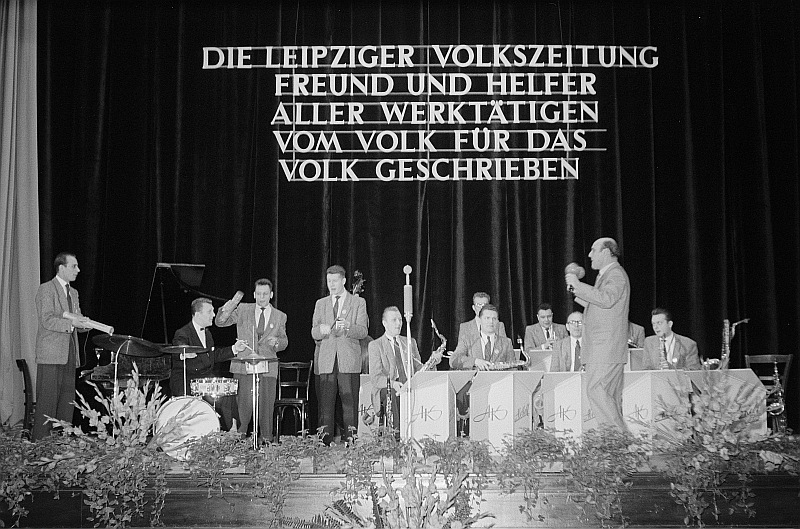
Das Orchester Alo Koll 1954

1955 sangen Brigitte Rabald und Fips Fleischer begleitet vom Rundfunk-Tanzorchester Leipzig unter Kurt Henkels Ach, Fips du bist wie ein Apoll von Alo Koll (Text: Johannes Kretzschmar).
Gemeinsam mit Wolfgang Gerhardt, dem Pianisten seines Orchesters, schrieb er 1956 den populären Instrumentaltitel Promenadendixie.
Für Brigitte Rabald vertonte er 1958 den Text von Johannes Kretzschmar Das Herz einer Frau.
Im gleichen Jahr schrieb er nach den Worten von Helmut Kießling Ich brauche so viel Zärtlichkeit für die Sängerin.
Mit Willy Schüller als Texter schrieb er Tränen die fallen (1959). Als Komponist auf dem Gebiet der Unterhaltungsmusik ist Koll weiterhin mit der Ouvertüre Heiterer Auftakt, mehreren Konzertwalzern, einem Spanischen Zigeunertanz, einer Habanera und anderen Werken hervorgetreten. Parallel dazu komponierte er für Bühnenwerke und Kompositionen zum Film.
Zwischen 1968 und 1975 war Koll Leiter der Abteilung Tanz- und Unterhaltungsmusik an der Hochschule für Musik Franz Liszt Weimar. Für sein Wirken wurde er mit dem Kunstpreis der Stadt Leipzig und anderen Auszeichnungen geehrt.
1982 übersiedelte er mit seiner Frau, der Sängerin Brigitte Rabald (1934–2019), die er 1956 geheiratet hatte, in die Bundesrepublik Deutschland.

## Werke
Die Wette des Mister Fogg oder die musikalische Reise um die Erde zu Wasser, zu Lande - und sogar in der Luft, auf der Route des Jules Verne, Musical – Textbuch von Helmut Bez, Jürgen Degenhardt, Regie: Erwin Leister – Uraufführung: 30. September 1971, Musikalische Komödie Leipzig

## Lexikalischer Eintrag
- Jürgen Wölfer: Jazz in Deutschland. Das Lexikon. Alle Musiker und Plattenfirmen von 1920 bis heute. Hannibal, Höfen 2008, ISBN 978-3-85445-274-4.